# McCraw-Gletscher
Der McCraw-Gletscher ist ein Gletscher im Australischen Antarktis-Territorium. In der Britannia Range fließt er von den nordwestlichen Hängen des Mount Olympus in nördlicher Richtung westlich des Johnstone Ridge zum Hatherton-Gletscher. 
Ein Geologenteam der University of Waikato, das zwischen 1978 und 1979 in diesem Gebiet tätig war, nahm die Benennung vor. Namensgeber ist der neuseeländische Bodenkundler John Davidson McCraw (1925–2014), der zwischen 1959 und 1960 an Erkundungen in den Antarktischen Trockentälern beteiligt war.